# Barros (Langreo)
Barros es una parroquia del municipio asturiano de Langreo (España) y uno de los seis distritos en que se divide la ciudad de Langreo. 

## Datos generales
Barros debió su expansión a las industrias de La Felguera y la explotación de carbón, y perdió población tras la reconversión industrial de las Cuencas Mineras, hasta los menos de 800 habitantes actuales. La calle principal de barros enlaza directamente con la avenida de Pablo Picasso del distrito de La Felguera. 
Antes de la llegada de la gran industria a Langreo, Barros era un pueblo habitado desde la Edad Media dedicado a la agricultura y ganadería, llegando a ser uno de los núcleos con mayor concentración de población del concejo. Lo corroboran diferentes documentos, entre ellos la concesión del Alfoz de Barros al obispado por parte de Alfonso VII. También hay referencias a la población en el diccionario de Pascual Madoz. Barros llegó a tener en su solar tres casonas señoriales: Riaño, Llanes Campomanes y La Cortina. Esta última se conserva muy alterada por reformas del siglo XIX, habiendo perdido su torreón en 1839. En esta casa vivió Antonio de Argüelles y Valdés, quien fue consejero de Castilla y fiscal del Consejo de Indias en el siglo XVII.
Además de un consultorio sanitario, en Barros se encuentra el Centro de Discapacitados Neurológicos, que está a la espera de ser abierto. Cuenta con un apeadero de Renfe de la red de Cercanías Asturias, de la línea C-2, y líneas de autobuses que conectan con Oviedo, Avilés, Gijón y el resto del Valle del Nalón. En Barros queda en pie una antigua y abandonada explotación minera, el Pozo Barros, y en sus límites se encuentra la antigua Factoría de Nitrastur. El gentilicio de la parroquia es pozaricos y celebran sus fiestas en honor a la Purísima Concepción a finales del mes de agosto. Estas fiestas son organizadas por la Sociedad de Festejos local.

## Iglesia parroquial
Hasta el siglo pasado Barros contaba con una notable iglesia parroquial de piedra, a la que se accedía por una puerta de arco de medio punto rodeada por una columnata y dotada de un espadaña doble. En septiembre de 1933 quedó muy dañada debido a un atentado con dinamita. En la misma ubicación se construyó en la segunda mitad del siglo XX una nueva iglesia, totalmente rompedora con el estilo de la anterior, presentando ésta una forma de edificación común y funcionalista y dotada de una serie de vidrieras a ambos lados. En esta iglesia se venera la imagen de Santa María Magdalena.

## Aldeas
Además del núcleo urbano de Barros, la parroquia consta de 10 aldeas, algunas de ellas, ya deshabitadas:
- Los Milanos
- L'Acebal
- Les Binaes
- Pedrazos
- Faeo/Faedo
- El Colláu
- La Campa
- La Traba
- San Xusto
- El Pibidal